# Pattinaggio di velocità ai XXIII Giochi olimpici invernali - 3000 m femminile
La gara dei 3000 metri femminile di pattinaggio di velocità dei XXIII Giochi olimpici invernali di Pyeongchang si è svolta il 10 febbraio 2018 sulla pista dell'ovale di Gangneung a partire dalle ore 20:00 (UTC+9).
La medaglia d'oro è stata vinta dalla pattinatrice olandese Carlijn Achtereekte, mentre l'argento e il bronzo sono andati rispettivamente alle connazionali Ireen Wüst e Antoinette de Jong.

## Record
Prima della manifestazione il record del mondo e il record olimpico erano i seguenti:
| Record mondiale | 3'53"34 | Cindy Klassen Canada       | 18 marzo 2006 Calgary, Canada                |
| Record olimpico | 3'57"70 | Claudia Pechstein Germania | 20 febbraio 2002 Salt Lake City, Stati Uniti |

Nel corso della competizione non sono stati migliorati.

## Risultati
| Pos.    | Batteria | Corsia | Atleta                   | Nazione                      | Tempo   | Distacco | Note |
| ------- | -------- | ------ | ------------------------ | ---------------------------- | ------- | -------- | ---- |
| Oro     | 5        | I      | Carlijn Achtereekte      | Paesi Bassi                  | 3'59"21 | -        |      |
| Argento | 9        | I      | Ireen Wüst               | Paesi Bassi                  | 3'59"29 | +00"08   |      |
| Bronzo  | 11       | O      | Antoinette de Jong       | Paesi Bassi                  | 4'00"02 | +00"81   |      |
| 4       | 12       | O      | Martina Sáblíková        | Rep. Ceca                    | 4'00"54 | +01"33   |      |
| 5       | 11       | I      | Miho Takagi              | Giappone                     | 4'01"35 | +02"14   |      |
| 6       | 10       | I      | Ivanie Blondin           | Canada                       | 4'04"14 | +04"39   |      |
| 7       | 9        | O      | Isabelle Weidemann       | Canada                       | 4'04"26 | +05"05   |      |
| 8       | 3        | O      | Ayano Sato               | Giappone                     | 4'04"35 | +05"14   |      |
| 9       | 10       | O      | Claudia Pechstein        | Germania                     | 4'04"49 | +05"28   |      |
| 10      | 12       | I      | Natal'ja Voronina        | Atleti Olimpici dalla Russia | 4'05"85 | +06"64   |      |
| 11      | 8        | O      | Maryna Zuyeva            | Bielorussia                  | 4'05"96 | +06"75   |      |
| 12      | 1        | I      | Ida Njåtun               | Norvegia                     | 4'06"67 | +07"46   |      |
| 13      | 6        | I      | Francesca Lollobrigida   | Italia                       | 4'08"58 | +09"37   |      |
| 14      | 3        | I      | Luiza Złotkowska         | Polonia                      | 4'09"69 | +10"48   |      |
| 15      | 2        | O      | Nikola Zdráhalová        | Rep. Ceca                    | 4'11"36 | +12"15   |      |
| 16      | 5        | O      | Karolina Bosiek          | Polonia                      | 4'12"44 | +13"23   |      |
| 17      | 4        | O      | Katarzyna Bachleda-Curuś | Polonia                      | 4'12"57 | +13"36   |      |
| 18      | 1        | O      | Kim Bo-reum              | Corea del Sud                | 4'12"79 | +13"58   |      |
| 19      | 8        | I      | Ayaka Kikuchi            | Giappone                     | 4'13"25 | +14"04   |      |
| 20      | 7        | O      | Brianne Tutt             | Canada                       | 4'13"70 | +14"49   |      |
| 21      | 6        | O      | Hao Jiachen              | Cina                         | 4'15"56 | +16"35   |      |
| 22      | 7        | I      | Carlijn Schoutens        | Stati Uniti                  | 4'15"60 | +16"39   |      |
| 23      | 4        | I      | Roxanne Dufter           | Germania                     | 4'16"87 | +17"66   |      |
| 24      | 2        | I      | Liu Jing                 | Cina                         | 4'20"95 | +21"74   |      |